# Francisco Faleiro
Francisco Faleiro (Covilhã, pelos fins do século XV) foi um cosmógrafo e piloto português.

## Biografia
Ele e seu irmão Rui Faleiro foram colaboradores de Fernão de Magalhães na concepção da viagem de descobrimento do caminho marítimo para as Molucas por Oeste, convencidos, como estavam, de que essas ilhas se achavam no hemisfério atribuído a Castela pelo Tratado de Tordesilhas.
Afirma-se que Magalhães esteve a meditar no projeto inicial de Cristóvão Colombo: "se o planeta é uma esfera, pode-se alcançar o Oriente, por Ocidente." Embora se desconheça qual foi o autor do projecto, sabe-se que tanto Rui Faleiro como o irmão deste, Francisco Faleiro, abandonaram o Reino de Portugal e acompanharam Fernão de Magalhães na sua ida para Castela, colocando-se ao serviço do soberano espanhol, pois, quando passou a Espanha, conseguiu que eles o acompanhassem, o que demonstra em que medida os avanços marítimos espanhóis se basearam no conhecimento e técnicas portugueses, e à sua sabedoria e autoridade ficou devendo uma grande parte do acolhimento que lhe fizeram o Rei Católico D. Carlos I.
Os dois irmãos cosmógrafos, Francisco e Rui Faleiro, refizeram cálculos de Colombo, e deram-lhe razão. Rui chegou mesmo a garantir a Magalhães que, ao sul das terras de Vera Cruz (Brasil), a cerca de 40 graus de latitude, havia uma passagem do "Mar Oceano" (Oceano Atlântico) para o "Mar do Sul" (Oceano Pacífico) e que as "Malucas" (Molucas) estavam dentro da metade do mundo que, pelo Tratado de Tordesilhas, cabia à Coroa de Castela.
Foi autor do Tratado del Sphera y del Arte de Navegar, de Sevilha de 1535, o mais importante tratado de navegação até então aparecido, do qual principalmente se aproveitou o piloto Espanhol Pedro de Medina para a composição da sua Arte de navegar de 1545.